# Gaihragau
Gaihragau (nep. गैह्रागाउं) – gaun wikas samiti w zachodniej części Nepalu w strefie Seti w dystrykcie Doti. Według nepalskiego spisu powszechnego z 2001 roku liczył on 666 gospodarstw domowych i 3456 mieszkańców (1726 kobiet i 1730 mężczyzn).